# 結婚行進曲 (映画)
『結婚行進曲』（けっこんこうしんきょく）は、1951年12月28日に公開された東宝製作の日本映画。

## 解説
従来の日本映画のリズムを変えたいということで早口台詞を試みたモダン感覚満載コメディ。しかし監督の市川崑は後に、「テンポのある映画を日本映画でやるのは並大抵のことではないと痛感させられた」と述懐している。脚本の大部分は和田夏十が執筆している。

## スタッフ
- 製作：藤本真澄
- 監督：市川崑
- 脚本：井手俊郎、和田夏十、市川崑
- 撮影：飯村正
- 照明：西川鶴三
- 美術：河東安英
- 録音：三上長七郎
- 音楽：仁木他喜雄
- 編集：坂東良治
- 特殊技術：東宝技術部
- 記録：野上照代
- 助監督：堀川弘通
- 製作主任:鈴木政雄
- スチール:土屋次郎
- 現像：東宝現蔵所

## キャスト
- 中原専務：上原謙
- 島子夫人：山根寿子
- カナ子さん：杉葉子
- 伊野君：伊豆肇
- 菊奴：高杉早苗
- 鯛子：木匠久美子
- 熊子：沢村貞子
- 婆や：浦辺粂子
- 藤間寿五郎：伊藤雄之助
- 社長：村上冬樹
- 綿貫氏：龍岡晋
- 須鼻さん：長浜藤夫
- 頭山夫人：南美江
- 越路吹雪：越路吹雪
- 掃除婦：馬野都留子